# Giannina Braschi
Giannina Braschi, född 5 februari 1953 i San Juan, Puerto Rico, är en poet och novellist som numera bor och verkar i New York.

## Verk
Giannina Braschi är känd för sitt avantgardistiska och tvåspråkiga skrivande på gränsen mellan poesi och prosa. Mest framträdande är den postmoderna diktsamlingen Drömmarnas imperium  samt den tvåspråkiga serienovellen Yo-Yo Boing!   Den grafiska romanen United States of Banana är en politisk, poetisk och humoristisk allegori över Latinamerika och dess emigranters roll i USA, i dag och i framtiden. Den utspelar sig vid och inne i Frihetsgudinnan i efterdyningarna av 11 september-attacken. Dit har Hamlet, Giannina och Zarathustra kommit för att befria Segismundo ur den fängelsehåla under statyn där han suttit inspärrad i över hundra år.
Giannina Braschi har undervisat i kreativt skrivande liksom i latinamerikansk litteratur vid olika universitet i USA. Hon har även skrivit kritiska studier om Cervantes, Gustavo Adolfo Becquer, Federico Garcia Lorca och César Vallejo. Braschi har vunnit flera priser och utmärkelser för sitt författarskap.

### På svenska
- Alla talar englaska00TAL, Litteratur, Stockholm, 2008. (www.00tal.com)
- Drömmarnas imperium, i översättning av (Helena Eriksson och Hanna Nordenhök) (Bokförlaget Tranan, 2012)
- United States of Banana (Cobolt, 2017).[9][10] ISBN 978-91-87861-48-2

## Utmärkelser
- Danforth Scholarship[11]
- El Diario La Prensa's Outstanding Women of 1998
- Ford Foundation Fellowship
- National Endowment for the Arts Fellowship[12]
- New York Foundation for the Arts Fellowship
- Reed Foundation/InterAmericas
- PEN American Center's Open Book Award
- Instituto de Cultura Puertorriquena Premio/Award